# 제32비행대대 (핀란드)
제32비행대대(핀란드어: Lentolaivue 32; LLv.32)는 은 제2차 세계 대전 당시 핀란드 공군의 전투기 부대 중 하나이다. 해산된 제22비행대대를 모태로 1941년 6월 25일 편성되었고 상위부대는 제1비행연대였다. 1944년 2월 14일 제32전투비행대대(핀란드어: Hävittäjälentolaivue 32; HLe.Lv.32)로 개칭되었다.

## 전투서열
계속전쟁
- 제1편대(1. Lentue)
  - 호 분견대(Osasto H)
- 제2편대(2. Lentue)
- 제3편대(3. Lentue)
- 칼라야 분견대(Osasto Kalaja)
- 제24대대 제1중대(1./HLe.Lv.24)

총 전력은 포커 D.XXI 35기, 호커 허리케인 I 4기, 커티스 호크 75A 18기, 라보츠킨 LaGG-3 2기였다.